# Рукии
Рукии (лат. Rukia) — род воробьиных птиц из семейства белоглазковых (Zosteropidae).

## Распространение
Федеральные Штаты Микронезии: остров Понпей и группа островков Файчук в штате Трук. Таким образом, ареалы этих птиц территориально весьма ограничены.

## Классификация
Международный союз орнитологов относит к роду 2 вида:
- Rukia ruki (E. Hartert, 1897) — Коричневая рукия, или трукская рукия
- Rukia longirostra (Taka-Tsukasa & Yamashina, 1931) — Длинноклювая рукия, или понапенская рукия[1]

Вид Zosterops oleagineus с островов Яп ранее включали в состав данного рода под названием Rukia oleaginea.
Иногда коричневую рукию называют единственным бесспорным членом рода.